# 和平勋章
和平勋章由印度尼西亚共和国政府颁发给那些为促进和平、外交、友谊做出巨大贡献的人。此勋章可颁发给印度尼西亚公民或外国公民。